# Ando Drom
Az Ando Drom egy európai hírű cigány folklór együttes Budapesten. Alapítója Zsigó Jenő nyírbátori muzsikus. Az együttes 1990-ben alakult színházi és zenei tapasztalataik feldolgozása nyomán. Zenéjük szívbemarkolóan őszinte, dalaik a cigányság sorsát tükrözik, felidézve a cigány kultúra színességét, fényeit és szomorúságát.

## Lemezek
- 1992 – Chants Tziganes de Hongrie
- 1995 – Káj phirel o Del?
- 1997 – Phari Mamo
- 1999 – Live 99
- 2005 – Muro nav